# Mixit
Mixit — российская компания, имеющая собственное производство и сеть магазинов по продаже косметики, парфюмерии и бытовой химии, бренд косметических товаров. В 2024 году имелось 32 000 точек продажи в России и за рубежом.
Входила в ТОП-30 самых выгодных франшиз — 2020 по версии Forbes.

## История
Компания «Mixit» была образована в 2014 году Олегом Пай и Еленой Назаровой. Начиналась она с маленькой лаборатории, небольшого производства и команды, состоящей из нескольких человек.
В 2016 году компания открыла первый фирменный магазин Miхit в торговом центре «Филион». По данным СПАРК, выручка компании в 2016 году достигла 83 млн рублей.
К 2017 году открыто около 30 магазинов — в Краснодаре, Ростове-на-Дону, Самаре, Тольятти и других городах. В этом же году Е. Назарова и О. Пай стали развивать франчайзинг, и через год у них работало уже 120 партнерских точек.
К 2020 году было открыто около 200 монобрендовых магазинов в России и в 5 странах СНГ.
В 2022 году продукция MIXIT представлена в 76 собственных магазинах, в 8400 партнерских торговых точках, среди которых «Магнит Косметик», «Золотое яблоко», «Л’Этуаль», «Улыбка радуги», «Перекресток» и «Твой дом».
В январе 2024 года Mixit запустил собственную линейку БАДов. Разработкой биодобавок занялась одна из структур группы — «Лаборатория здоровья». Для новой товарной категории было создано два бренда: Salutera и Mixvit.

## Производство и деятельность
Производственный комплекс компании, расположенный в Московской области, может производить в месяц более пяти миллионов единиц косметических средств. Площадь производственного комплекса и склада готовой продукции составляет 2 500 квадратных метров. На собственном производстве изготавливаются: сыворотки, гели, кремы, скрабы, маски и другие косметические продукты.
Кроме производства и склада у Mixit имеется собственная современная лаборатория, ведутся косметические разработки, имеются собственные открытия и инновации, ведётся сотрудничество с научным центром Сколково.
Общее количество сотрудников компании — около 300 человек.
После введения санкций в компании была скорректирована стратегия деятельности, поскольку большое количество косметических брендов покинули российский рынок, был принят план по импортозамещению продукции.

## Собственники и руководство
Основатели и владельцы:
- Назарова Елена Леонидовна
- Пай Олег Владимирович

Руководство:
- Пай Олег Владимирович — генеральный директор